# Janulus
Janulus is een geslacht van weekdieren uit de  familie van de Gastrodontidae.

## Soorten
- Janulus bifrons (R. T. Lowe, 1831)
- Janulus pompylius (Shuttleworth, 1852)
- Janulus stephanophorus (Deshayes, 1850)
- Janulus traviesus Castro, Yanes, R. García, M. R. Alonso & Ibáñez, 2014